# 瘀伤
瘀伤又称挫伤（contusion），是钝力直接作用于身体某部位引起的组织闭合性损伤。主要是局部皮下或深部组织受损，组织的连续性受到损害，但从解剖上连续性未全中断，因此为非开放性损伤。
瘀伤的症状轻者有局部血肿、瘀血，重者可致肌肉、肌腱断裂，关节错缝或血管神经严重损伤。瘀斑（ecchymosis）或瘀青，是直径10毫米以上的皮下出血點。
当身体被硬物捶击时，皮膚下的血管会破裂，造成血液流出到相鄰的皮下组织，這些積聚在皮下組織的血液會在表皮外顯現成瘀斑。通常小而痛瘀斑也可以造成血腫，甚至可以造成其他身体部位的伤害。瘀斑也可以因为是内伤或是骨骼断裂造成的。通常，一个人受伤后，接下来的几天，受伤处会出现紫色或红色的瘀斑。

## 轻微瘀伤
当身体受到捶击时，该肌肉组织当时的状态会影响瘀斑的情况。一些人比较容易出现瘀斑，一些人则比较不容易。
当被击中时，受害者通常会感觉一些痛，虽然不一定会特别的剧烈甚至可能不会察觉。但是，不久后，肌肉很快出现红肿。几天后，那些因为血管爆裂而流出来的血会慢慢进入周遭的组织，与此同时，血管也开始被修复。通常轻微的瘀斑会在一两个星期内复原，比较严重一些的可能需要多一些时间，通常都因个人体质而定。
瘀斑所呈现的颜色，是因为血液里的血紅素以及血紅素代谢物總膽紅素和膽綠素造成。

## 严重瘀伤
如果是严重瘀伤，过多的液体会积在受伤部位，因此会造成血肿。如果血肿过于严重，可能会非常痛。内部流血也可能会影响正常的身体血流。此外，也必须注意身体其他组织是否有受到影响。如果发现骨骼断裂、内伤，或是头部受伤等，其后果可能会很严重。

## 造成原因
- 受伤
- 老化的皮肤
- 被硬物捶击